# Județul Bacău (interbelic)
Județul Bacău a fost o unitate administrativă de ordinul întâi din Regatul României, aflată în regiunea istorică Moldova. Reședința județului era municipiul Bacău.

## Istorie

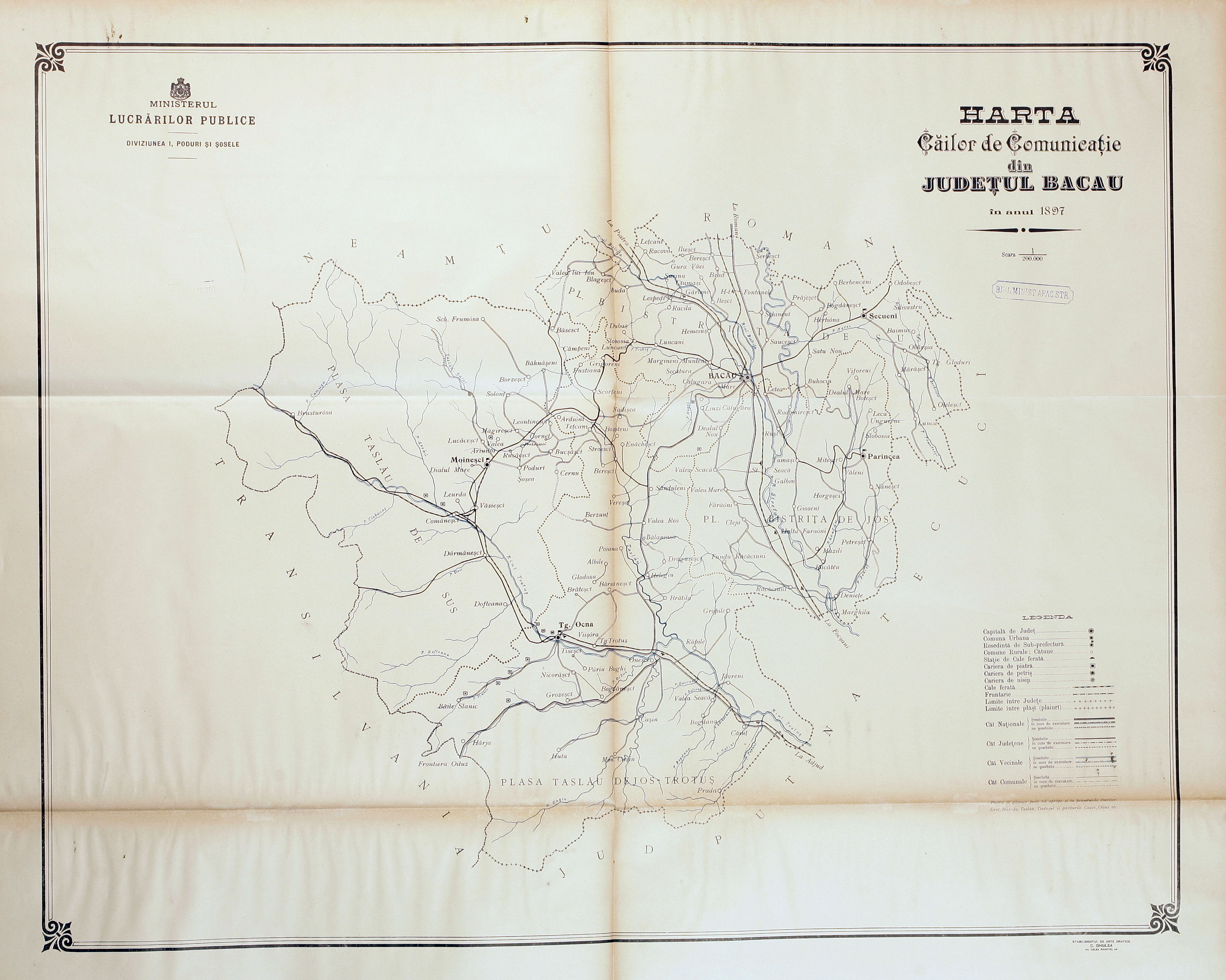
Harta județului Bacău în Atlasul Căilor de Comunicații din 1897

În anul 1864, domnitorul Alexandru Ioan Cuza dă prima lege de organizare administrativ-teritorială modernă a teritoriului României. Legea prevedea împărțirea țării în 33 de județe, având ca subdiviziuni plășile și comunele (urbane și rurale). Județele și comunele erau investite cu personalitate juridică și cu organe deliberative și executive: consiliul județean și prefectul (acesta din urmă ca reprezentant al guvernului în teritoriu), respectiv consiliul comunal
și primarul (în calitate de reprezentant al guvernului în teritoriu). Plășile erau simple subdiviziuni ale județelor, fără personalitate juridică, conduse de subprefecți, cu atribuții de supraveghere și control asupra autorităților comunale.
Se organizau bâlciuri la: Bacău (de 2 ori pe an), Onești (de 7 ori pe an), Moinești (de 5 ori pe an), Comănești (de 4 ori pe an), Dărmănești (de 4 ori pe an), Bogdănești (de 2 ori pe an), Rădeana (de 2 ori pe an), Cașin (cel mai mare, care se organiza între 8-20 iulie), Parincea, Glodurile, Valea Rea și Căiuți.
În acest județ se găseau cele mai vechi și mai renumite ape minerale din România: Băile Slănic, Băile Nastasachi și Vîlcica (Târgu Ocna), Băile Sărata (Dealu Nou) Ape sărate se găseau la: Grozești, Mănăstirea Cașin, Berzunți, Solonț, Poduri, Valea Rea, Valea Mare, Valea Arinilor, Luncani, Slobozia Luncani, Băsești, Măgirești, Schitu Frumosa și Sănduleni.
În timpul dictaturii carliste, județul a făcut parte din ținutul Prut. În 1950, a fost desființat de regimul comunist, iar teritoriul său a fost împărțit între raioanele Bacău, Moinești și Târgu Ocna ale regiunii Bacău.

## Întindere

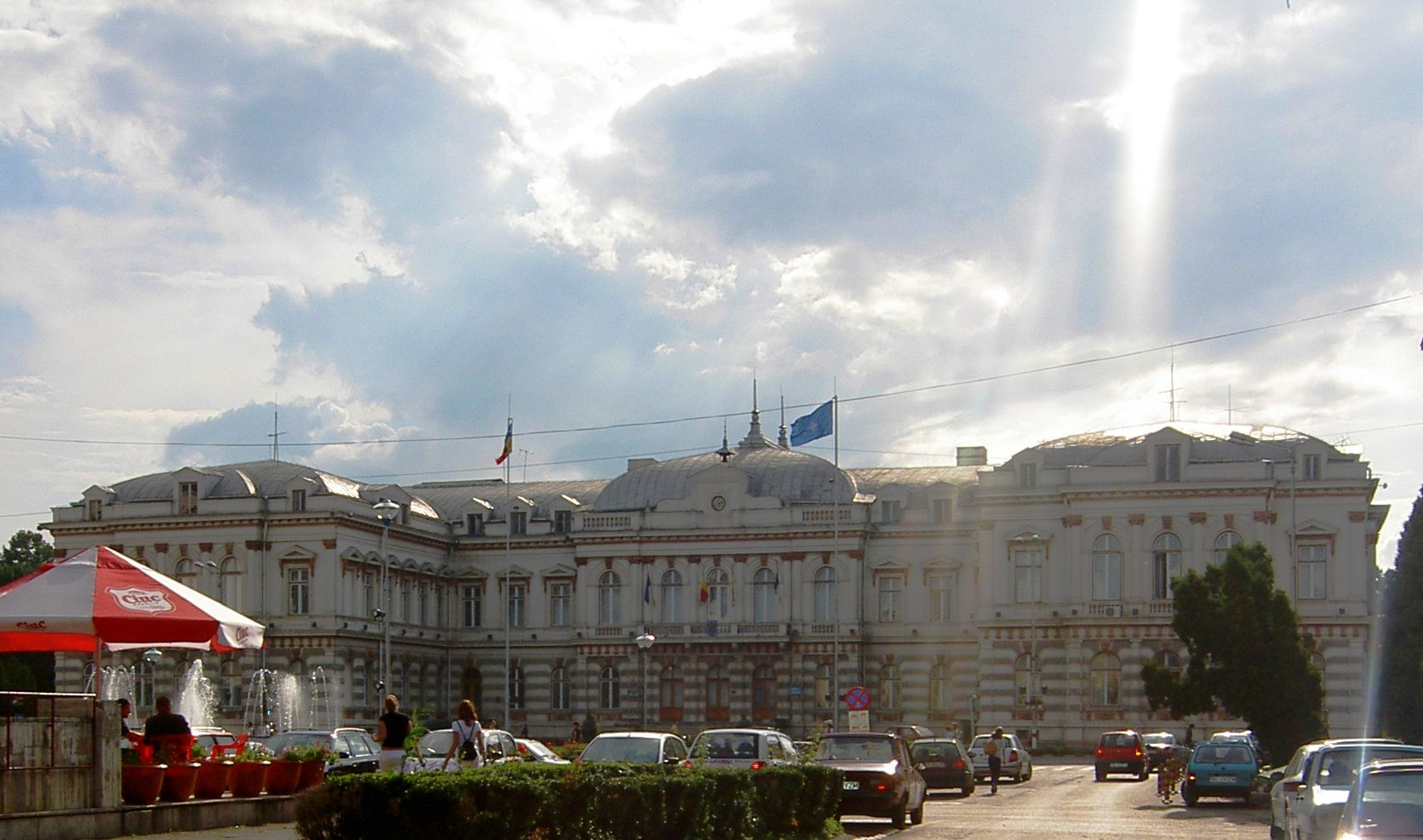
Clădirea Prefecturii județului Bacău din perioada interbelică. Clădirea-monument istoric, construită în anul 1891 și situată pe Str. Mărășești nr. 2, este în prezent cunoscută sub denumirea de Palatul Administrativ din Bacău.

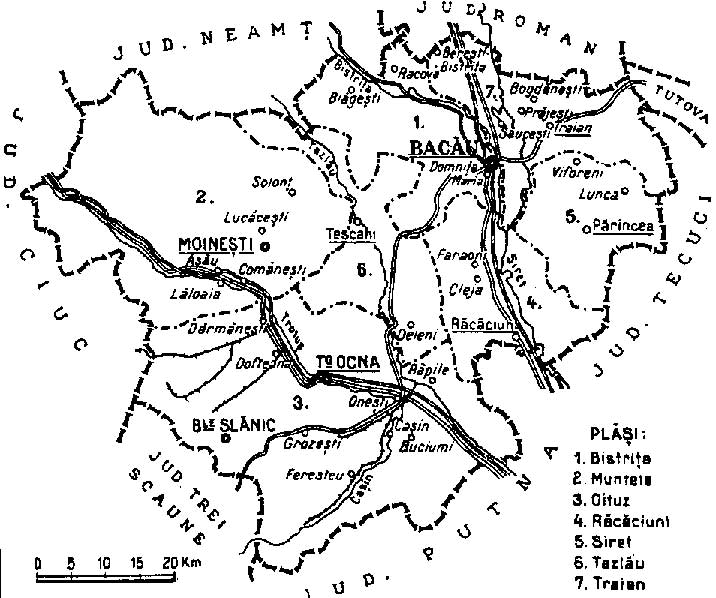
Harta județului, cu dispunerea și denumirea plășilor, în anul 1938.

La 1864 când a fost înființat, județul Bacău era un județ de frontieră. Se învecina cu Transilvania (ce făcea parte atunci din Austro-Ungaria) și cu județele românești Neamț, Roman, Tutova, Tecuci și Putna. Județul se întindea de la șesul Siretului până pe crestele munților Carpați, cuprinzând valea de jos a Bistriței și aproape întreg cursul Trotușului.
După 1918, se situa în partea central-estică a României Mari, în centrul regiunii Moldova. Teritoriul lui cuprindea partea centrală din actualul județ Bacău. Se învecina la vest cu județele Trei Scaune și Ciuc, la nord cu județele Neamț și Roman, la est cu județele Tutova și Tecuci, iar la sud cu județul Putna.

## Organizare
La 1892, județul Bacău era împărțit în 8 plăși: Siretul de Sus cu reședința la Secuieni, Siretul de Jos cu reședința Părincea, Bistrița de Sus cu reședința Gârleni, Bistrița de Jos cu reședința Valea Seacă, Trotușul cu reședința Târgu Ocna, Tazlăul de Sus cu reședința Scorțeni, Tazlăul de Jos cu reședința Valea Rea și Muntele cu reședința Moinești. Județul avea 2 comune urbane, 87 comune rurale formate din 405 sate. Orașele județului erau Bacău și Târgu Ocna.
Teritoriul județului era împărțit inițial în cinci plăși:
1. Plasa Bistrița,
2. Plasa Muntele,
3. Plasa Oituz,
4. Plasa Siret și
5. Plasa Tazlău.

Ulterior au fost înființate încă două plăși:
1. Plasa Răcăciuni și
2. Plasa Traian.

## Populație
Conform datelor recensământului din 1930 populația județului era de 260.781 de locuitori, din care: 88,6% români, 5,3% evrei, 3,3% maghiari ș.a. Din punct de vedere confesional erau 75,8% ortodocși, 18,1% romano-catolici, 5,5% mozaici ș.a.

### Mediul urban
În anul 1930 populația urbană a județului era de 50.342 de locuitori, dintre care 70,1% români, 23,9% evrei, 2,2% maghiari ș.a. Din punct de vedere confesional orășenimea era alcătuită din 64,9% ortodocși, 24,4% mozaici, 9,3% romano-catolici ș.a.

## Materiale documentare

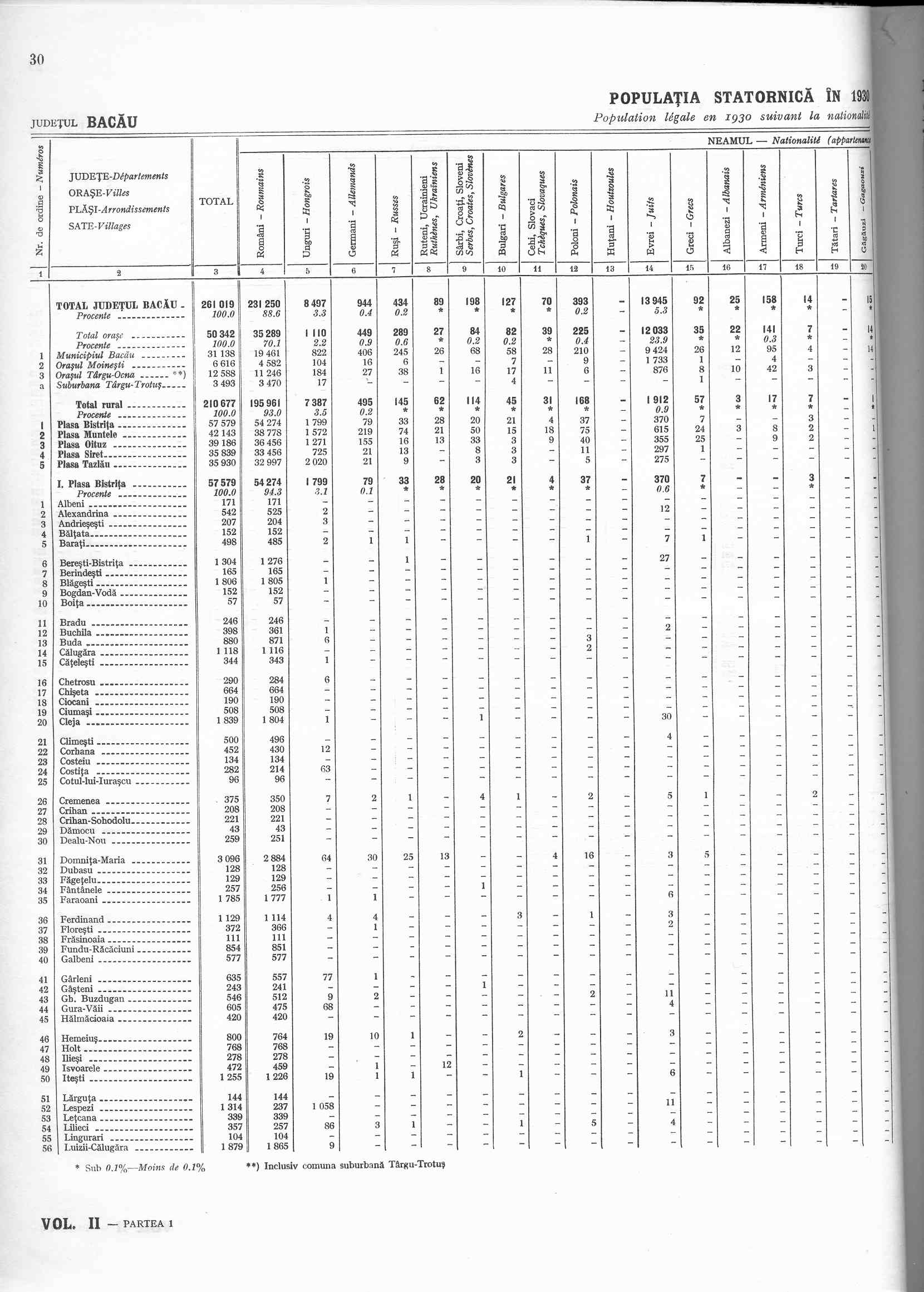
Populația județului în anul 1930, după etnie și limbă maternă
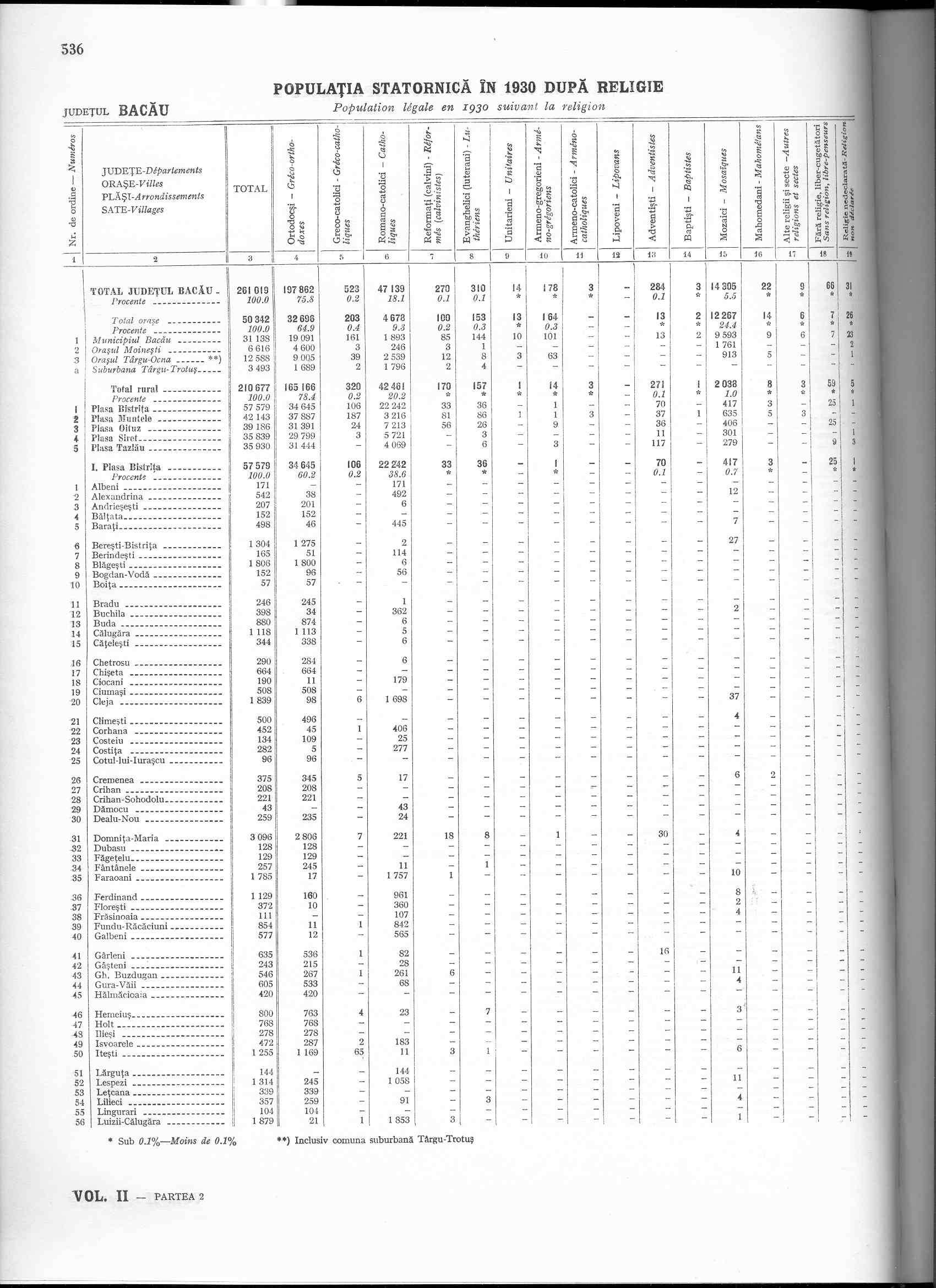
Populația județului în anul 1930, după religie
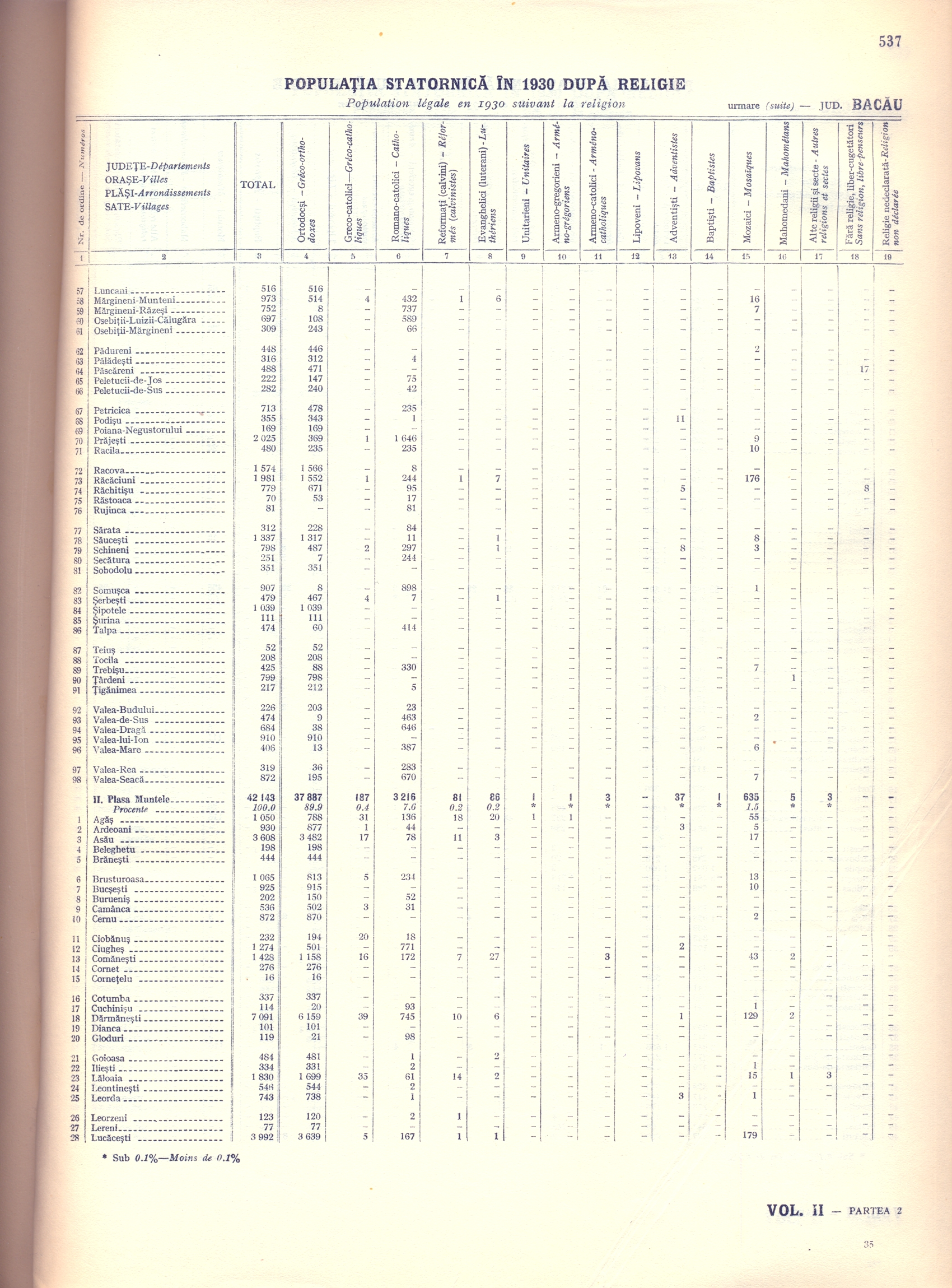
Populația județului în anul 1930, după religie
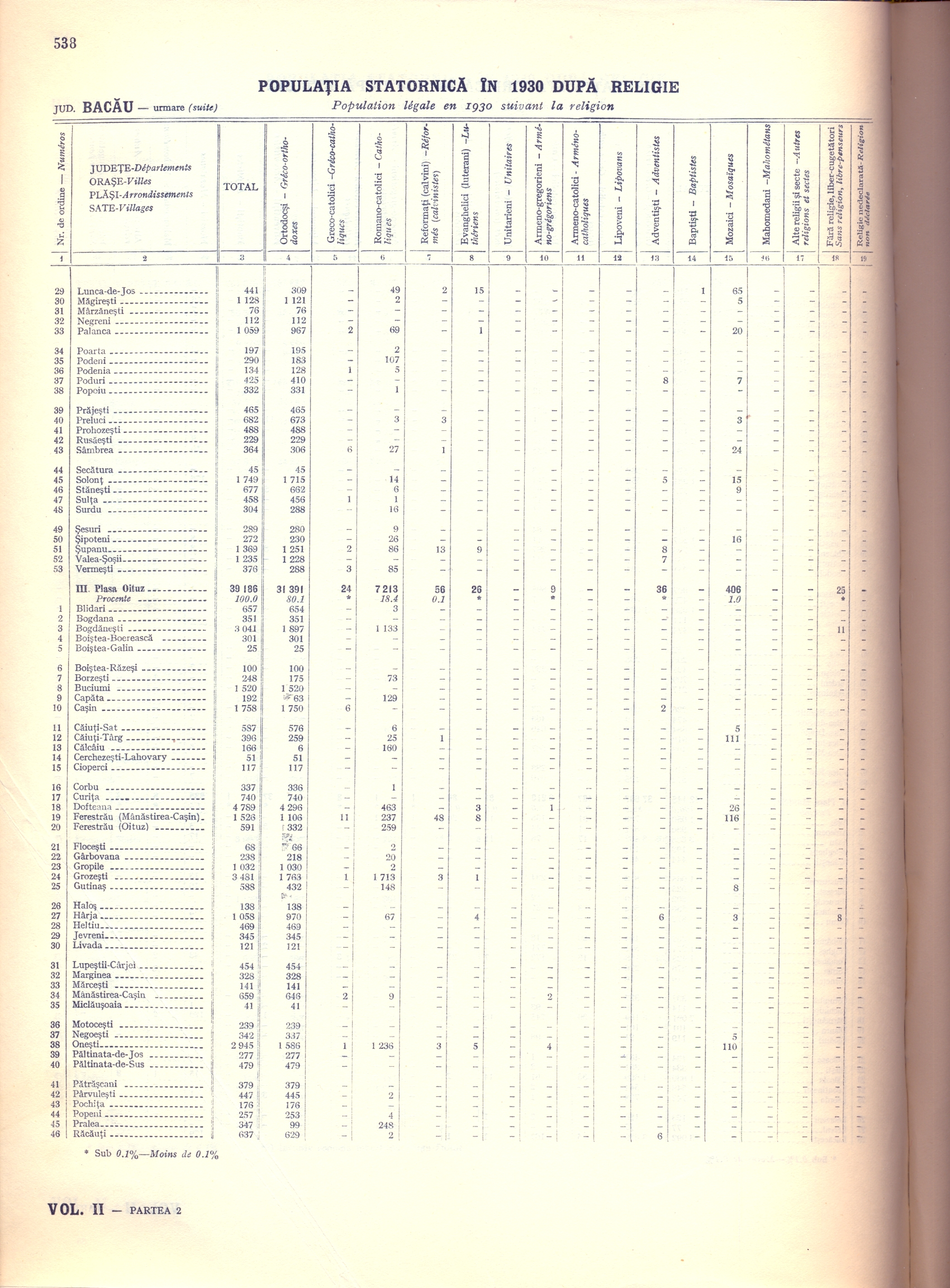
Populația județului în anul 1930, după religie
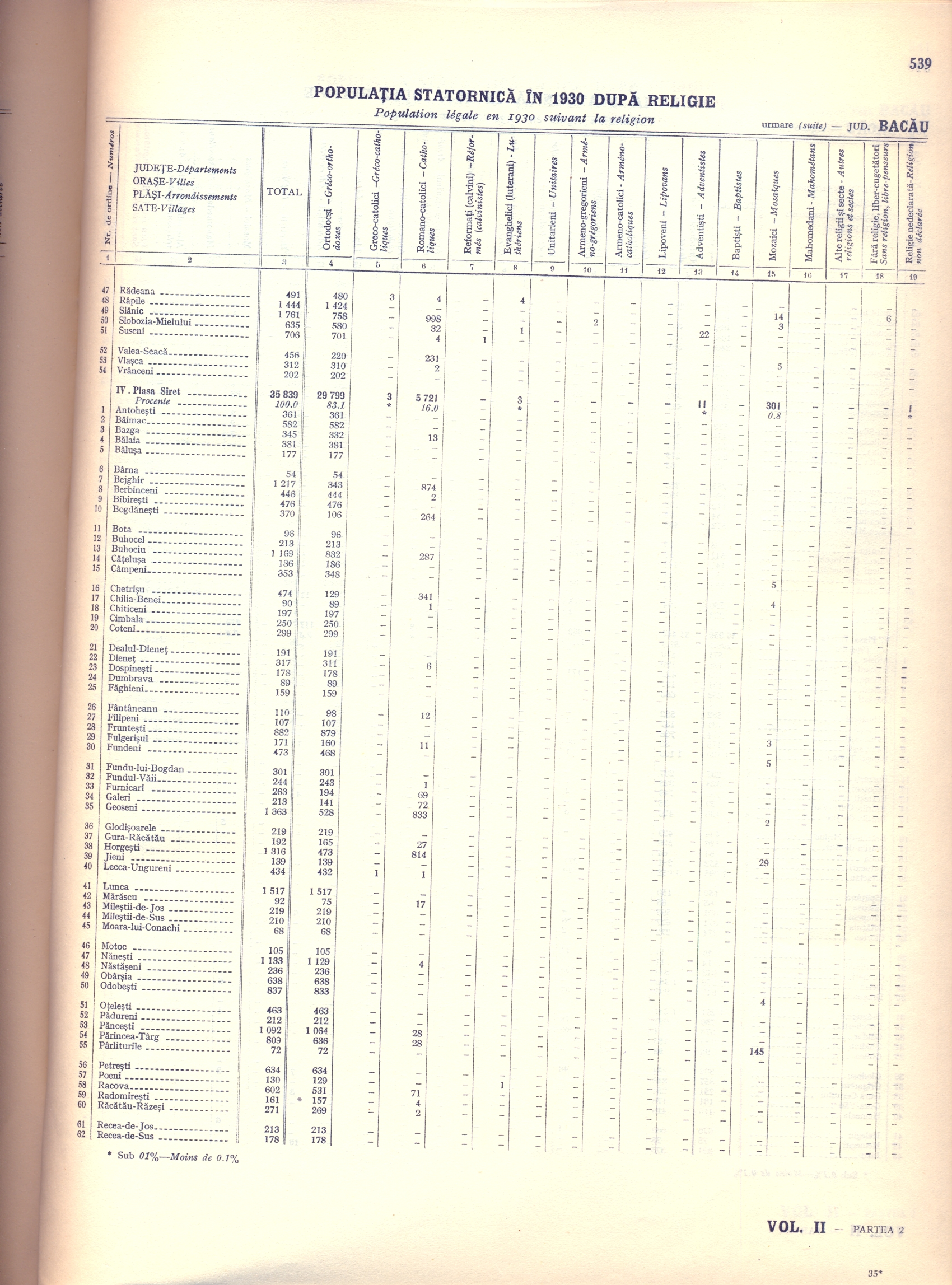
Populația județului în anul 1930, după religie
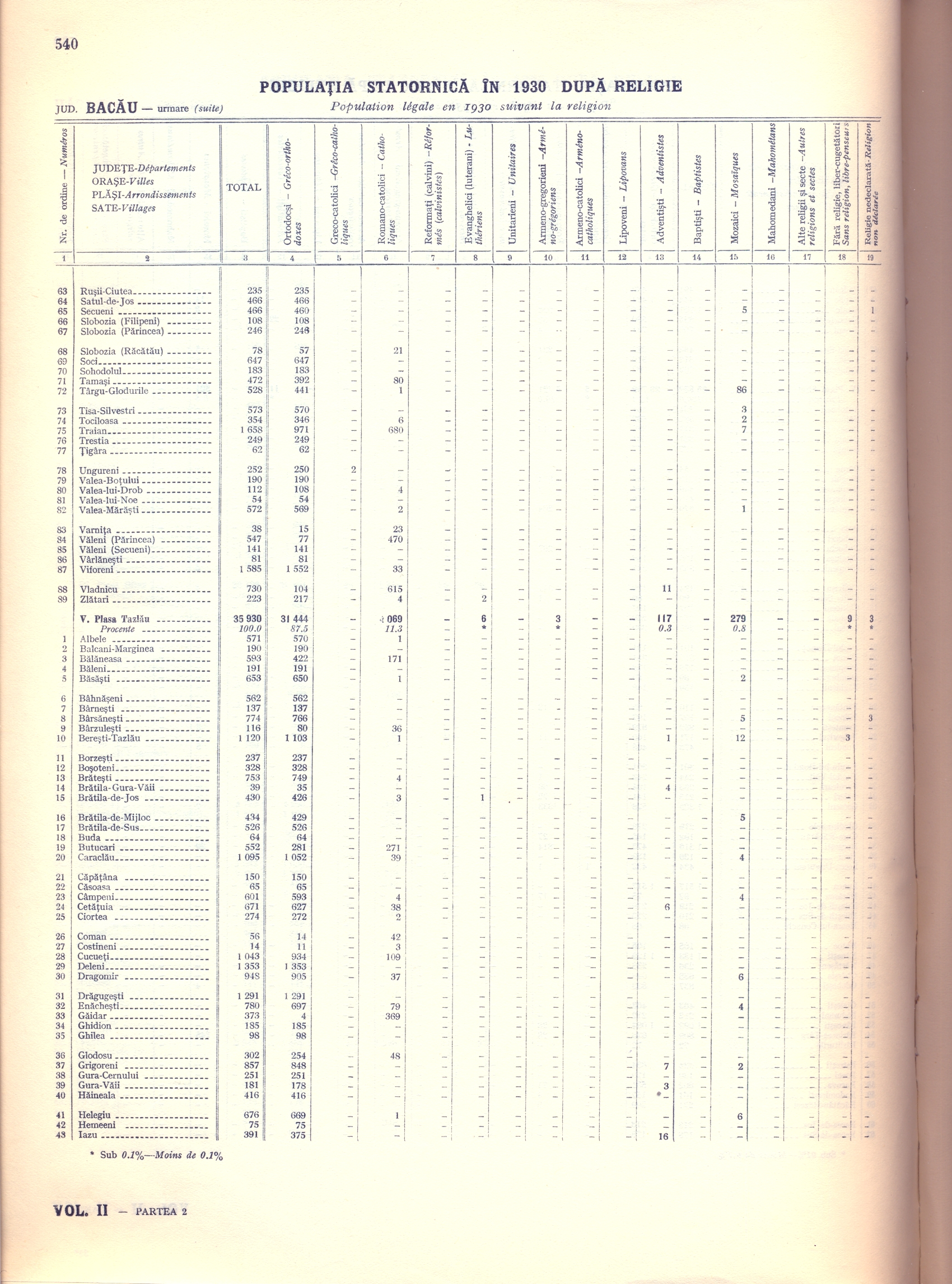
Populația județului în anul 1930, după religie
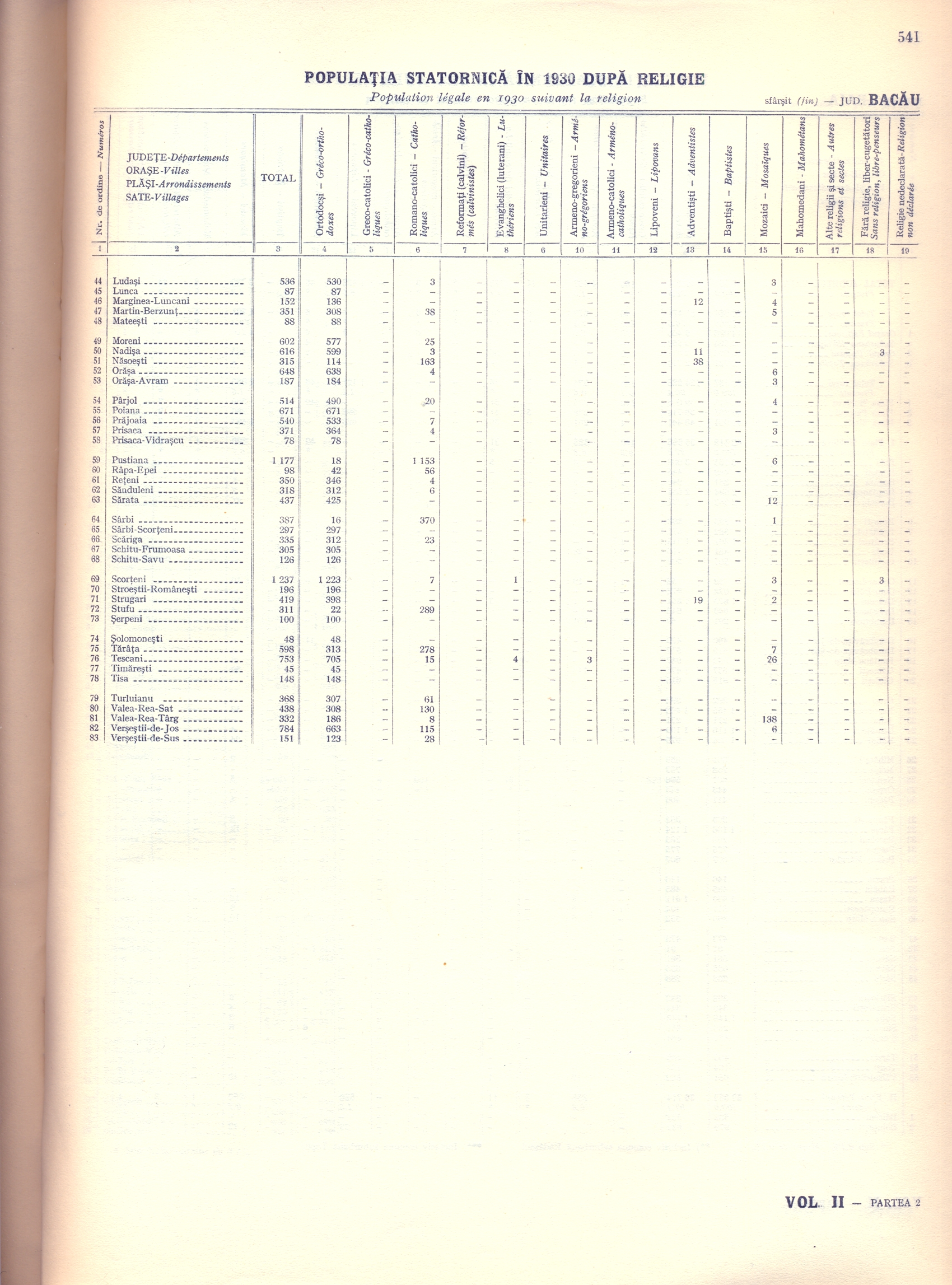
Populația județului în anul 1930, după religie